# Tiofosfato
Los tiofosfatos (o fosforotioatos, PS) son compuestos químicos y aniones con la fórmula química general PS
4−xO3−
x (x = 0, 1, 2, or 3) y derivados relacionados donde los grupos orgánicos están unidos a uno o más O o S. Los tiofosfatos presentan centros de fósforo tetraédrico (V).

## Organotiofosfatos
Los organotiofosfatos son una subclase de compuestos organofosforados que están estructuralmente relacionados con los tiofosfatos inorgánicos. Los miembros comunes tienen fórmulas del tipo (RO)3−xRxPS y compuestos relacionados donde el grupo RO se reemplaza por RS. Muchos de estos compuestos se usan como insecticidas, algunos tienen aplicaciones médicas y otros se han usado como aditivos del aceite.
|                                                     |
| Dialquilditiofosfato de zinc, un aditivo de aceite. |

|                                                             |
| Los fosforotioatos son la base de las terapias antisentido. |

|                                          |
| Amifostina, que se usa en quimioterapia. |

|                                    |
| Clorpirifos, un insecticida común. |

|                                 |
| Malatión, un insecticida común. |

## Tiofosfatos inorgánicos

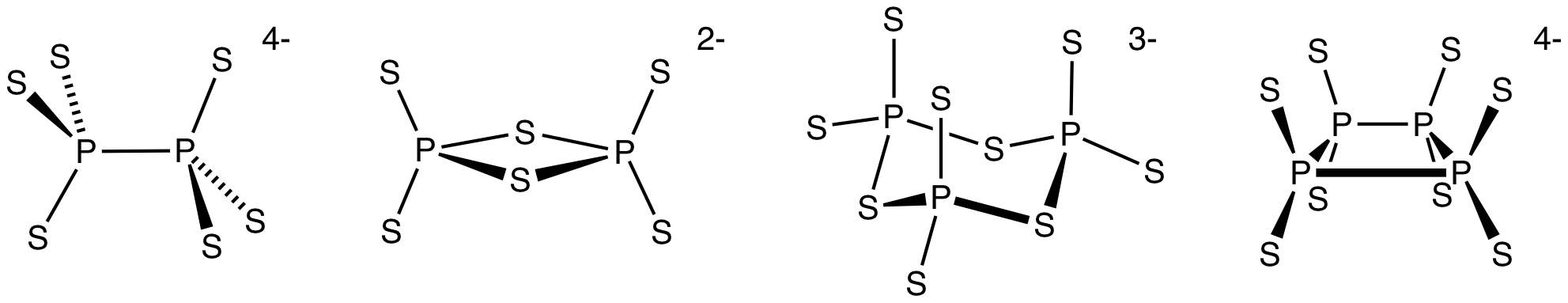
Estructuras de tiofosfatos seleccionados.

Los tiofosfatos más simples tienen la fórmula [PS4−xOx]3−.  Estos trianiones solo se observan a pH muy alto, en cambio, existen en forma protonada con la fórmula [HnPS4−xOx](3−n)− (x = 0, 1, 2, or 3 and (n = 1, 2, or 3).

### Monotiofosfatos

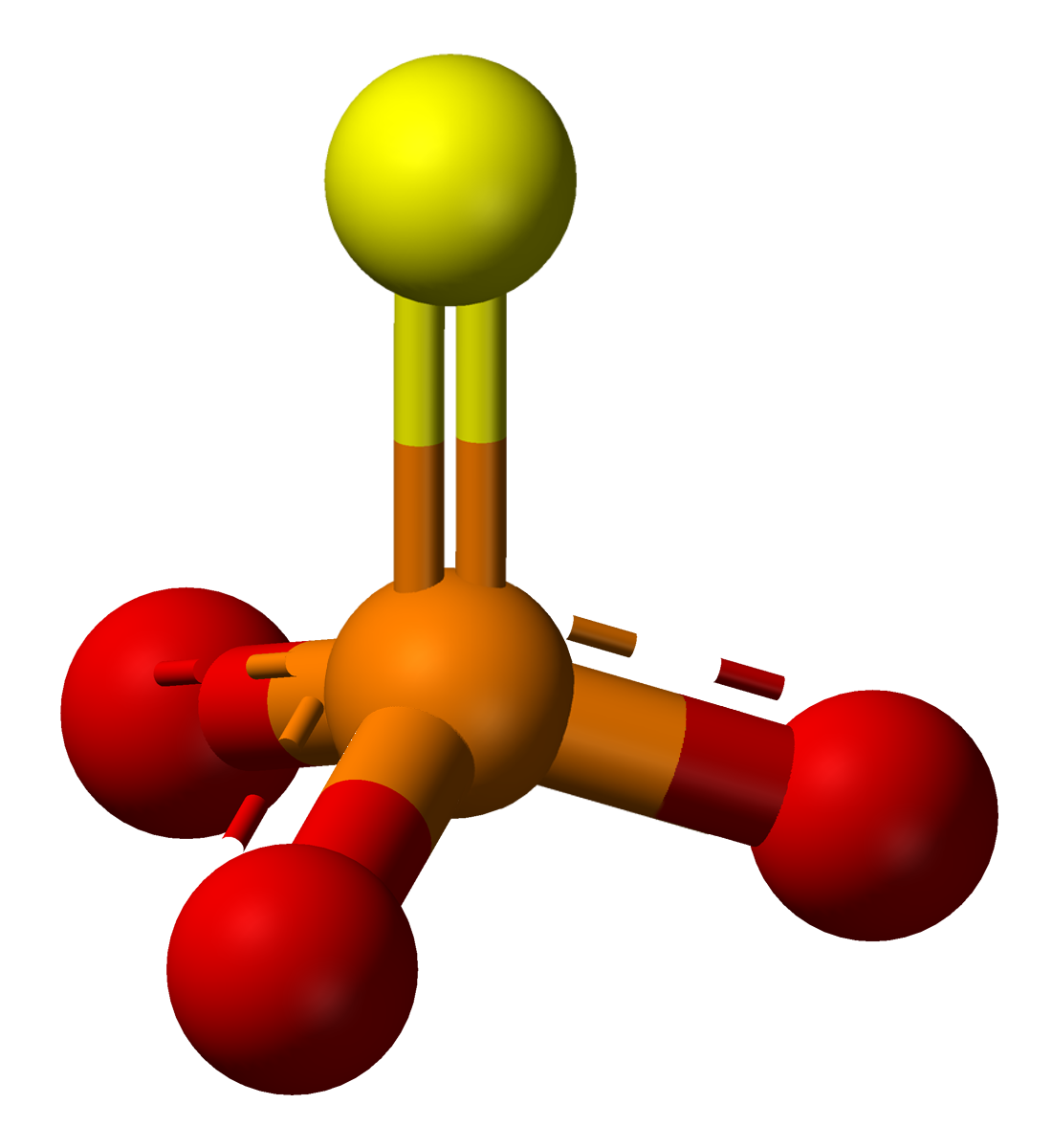
Modelo de bolas y varillas del hipotético trianión de monotiofosfato.

El monotiofosfato es el anión [PO3S]3−, que tiene una simetría C3v.  Una sal común es el monotiofosfato de sodio (Na3PO3S). El monotiofosfato se usa en la investigación como un análogo del fosfato en bioquímica. Los ésteres de monotiofosfato son reactivos bioquímicos utilizados en el estudio de transcripción genética, ensayos de interferencia de sustitución, etc. A veces, "monotiofosfato" se refiere a ésteres tales como (CH3O)2POS−.

### Ditiofosfatos
El ditiofosfato tiene la fórmula [PO2S2]3−, que tiene simetría C2v. El ditiofosfato de sodio, que es incoloro, es el producto principal de la reacción del pentasulfuro de fósforo con NaOH:
{\displaystyle {\ce {P2S5 + 6NaOH -> 2Na3PO2S2 + H2S + 2H2O}}}
El ácido ditiofosfórico se obtiene por tratamiento del ditiofosfato de bario con ácido sulfúrico:
{\displaystyle {\ce {Ba3(PO2S2)2 + 3H2SO4 -> 3BaSO4 + 2H3PO2S2}}}
Tanto el Na3PO2S2 como especialmente el H3PO2S2 son propensos a la hidrólisis hacia sus derivados monotiofosfato.

### Tri- y tetratiofosfatos
El tritiofosfato es el anión [POS3]3−, que tiene simetría C3v. El tetratiofosfato es el anión [PS4]3−, que tiene simetría Td.

### PxSy: tiofosfatos binarios y politiofosfatos

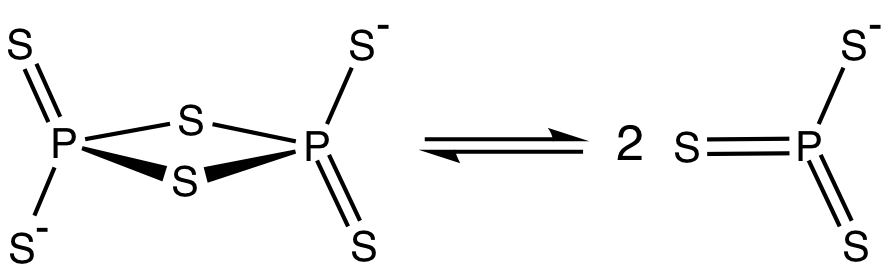
Equilibrio de dimerización observado para el PS_{3}^{-}.

Un número importante de estos aniones es bastante conocido. Algunos han atraído el interés como componentes en conductores de iones rápidos para su uso en baterías de estado sólido. Los tiofosfatos binarios no exhiben la gran diversidad de aniones P-O análogos, pero contienen características estructurales similares, por ejemplo P es tetracoordinado, se forman enlaces P-S-P y hay enlaces P-P. Una diferencia es que los iones pueden incluir fragmentos de polisulfuro de 2 o más átomos de S, mientras que en los aniones P-O solo hay la unidad reactiva −O − O−, peroxo.
- PS−
3 es el análogo al ion nitrato, NO−
3 (no hay un PO−
3 análogo); se aisló como la sal amarilla de tetrafenilarsonio[8]
- PS3−
4 es el análogo azufrado del PO3−
4, e igual que el PO3−
4, es tetrahédrico.
- P
2S4−
7 es el ion pirotiofosfato que consiste en dos esquinas que comparten tetraedros de PS4, análogos a los pirofosfatos.[9]
- P
2S4−
10 es un ion que se puede visualizar como dos tetraedros de PS4 unidos por un enlace disulfuro, o un pirotiofosfato, donde el puente −S− se reemplaza por −S4−.[10]
- P
2S2−
6 estructura bitetraédrica de borde compartido. Por lo tanto, la estructura es similar al dímero isoelectrónico de Al2Cl6. El análogo de oxígeno, dimetafosfato (P
2O2−
6), por el contrario, no se conoce, que los metafosfatos favorezcan las estructuras poliméricas de cadenas o anillos.[9]
- P
2S2−
8 y P
2S2−
10 están relacionados con el P
2S2−
6 pero sus dos átomos −S− puente se reemplazan por −S − S− en P
2S2−
8 y por un puente −S − S − S− en P
2S2−
10.[11]
- P2S4−
6 forman sales estables al agua.[12] El anión tiene una estructura similar al etano contiene un enlace P-P. El estado de oxidación formal del fósforo es +4. El análogo de oxígeno es el anión hipodifosfato P
2O4−
6.
- P
3S3−
9 contiene un anillo P3S3 de seis miembros. La sal de amonio se produce por reacción de P4S10 en amoníaco líquido.[13] Otra forma de visualizar la estructura es que es la estructura P4S10 adamantano (P4O10) con un vértice PS3+ eliminado.
- P
4S4−
8 contiene un anillo cuadrado P4,[8] P
5S5−
10 contiene un anillo P5 y P
6S6−
12 un anillo P6.[11] Estos aniones (PS−
2)
n cíclicos contienen P con un estado de oxidación +3. Tenga en cuenta que no son trigonales, como ocurre en el arsénico (III) de los arsenitos, pero son tetraédricos con dos enlaces a otros átomos de fósforo y dos a azufre. El anión P
6S6−
12 es análogo al anión de anillo P
6O6−
12[14]
- P
4S2−
2 Un ion inusual en forma de mariposa, SP(P2)PS, que se puede visualizar como una molécula P4 donde dos enlaces P−S reemplazan un enlace P−P.[15]
- P
7S3−
3 es un anión sulfuro clúster heptafosfano.[8]